# Leiomela filifolia
Leiomela filifolia är en bladmossart som beskrevs av Thériot 1939. Leiomela filifolia ingår i släktet Leiomela och familjen Bartramiaceae. Inga underarter finns listade i Catalogue of Life.